# Блумингтон (Минесота)
Блумингтон (енгл. Bloomington) град је у америчкој савезној држави Минесота.

## Демографија
По попису из 2010. године број становника је 82.893, што је 2.279 (-2,7%) становника мање него 2000. године.
| Група             | 2000.          | 2010.          |
| Белци             | 74.008 (86,9%) | 63.974 (77,2%) |
| Афроамериканци    | 2.917 (3,4%)   | 5.957 (7,2%)   |
| Азијати           | 4.339 (5,1%)   | 4.860 (5,9%)   |
| Хиспаноамериканци | 2.290 (2,7%)   | 5.623 (6,8%)   |
| Укупно            | 85.172         | 82.893         |